# Кольорові сни (Мотор'ролла)
«Кольорові сни» — четвертий студійний альбом українського рок-гурту «Мотор'ролла». Він вийшов 3 липня 2008 на лейблі Moon Records.

## Про альбом
Презентація альбому відбулася 3 липня 2008 у приміщенні магазину музичних інструментів «Музторг» у Києві. Розпорядником презентації був відомий телеведучий Ігор Пелих, а після цього команда відіграла півгодинний акустичний концерт.
За словами Сергія Присяжного, альбом мав вийти раніше, але гурт не влаштовував його стан.
|                                 | Взагалі-то він (альбом) мав з'явитися ще в кінці минулої весни, але його стан на той момент нас не задовольняв. Я маю на увазі, що його звучання було настільки далеким від того, як ми собі це уявляли, що ту версію взагалі не можна показувати людям. Не можу сказати, що і нинішня робота мене влаштовує на 100%, але так і повинно бути, інакше немає сенсу розвиватися далі. Цей рік ми витратили на пошуки і роботу з саундпродюсерами, які б розуміли наші бажання, а нам би подобалися їхні можливості. Тому було цілих три мозкових центру, які з'єднували все в єдине ціле. Це Віктор Странник, з яким ми спочатку працювали над 5 композиціями; стільки ж зробив для нас Ярослав Вільчик; а ще дві пісні продюсував канадський фахівець Ед Краутнер. |
| — Сергій Присяжний, Мотор'ролла | |

## Список композицій
| Стандартне видання        | Стандартне видання                                                        | Стандартне видання | Стандартне видання           | Стандартне видання |
| #                         | Назва                                                                     | Автор слів         | Автор музики                 | Тривалість         |
| ------------------------- | ------------------------------------------------------------------------- | ------------------ | ---------------------------- | ------------------ |
| 1.                        | «Аеліта»                                                                  | Тома Приймак       | Мотор'ролла                  | 3:36               |
| 2.                        | «Моя вода»                                                                | Тома Приймак       | Мотор'ролла                  | 4:02               |
| 3.                        | «До тебе, мила»                                                           | Богдан Гловацький  | Богдан Гловацький            | 3:23               |
| 4.                        | «Полум'я»                                                                 | Тома Приймак       | Мотор'ролла                  | 3:51               |
| 5.                        | «Струм»                                                                   | Тома Приймак       | Мотор'ролла                  | 4:03               |
| 6.                        | «Додому не йшов» (Кавер-версія пісні Страшний головний біль)              | Мотор'ролла        | Сергій Присяжний Мотор'ролла | 3:13               |
| 7.                        | «Дівчинку убив я»                                                         | Мотор'ролла        | Сергій Присяжний Мотор'ролла | 3:23               |
| 8.                        | «Давай я навчу тебе поганому»                                             | Тома Приймак       | Мотор'ролла                  | 5:02               |
| 9.                        | «Травень»                                                                 | Мотор'ролла        | Сергій Присяжний Мотор'ролла | 3:46               |
| 10.                       | «Пригадай (Новорічна)»                                                    | Тома Приймак       | Мотор'ролла                  | 4:17               |
| 11.                       | «Нумотіомани»                                                             | Тома Приймак       | Мотор'ролла                  | 4:30               |
| 12.                       | «Я не бачу кольорових снів» (за участю Олександра Положинського з Тартак) | Сергій Присяжний   | Мотор'ролла                  | 3:45               |
| Загальна тривалість 46:51 |                                                                           |                    |                              |                    |

| Бонус                     | Бонус                                                         | Бонус      |
| #                         | Назва                                                         | Тривалість |
| ------------------------- | ------------------------------------------------------------- | ---------- |
| 13.                       | «Аеліта (Disco Mix)»                                          | 3:38       |
| 14.                       | «Моя вода (Pop Mix)»                                          | 3:15       |
| 15.                       | «До тебе, мила (Romantic Mix)» (за участю Валентини Степової) | 3:42       |
| 16.                       | «Полум'я (Acoustic Mix)»                                      | 3:42       |
| Загальна тривалість 61:08 |                                                               |            |

## Тематика композицій
У одному з інтерв'ю Сергій Присяжний розповів про пісні з альбому:
- Аеліта

Текст до пісні написала Тома Приймак, з якою ми дуже тісно почали працювати після її ж пісні «8-й колір». Пісня народилася відразу, коли я дома, на кухні, перебирав гітарні струни. І вже пізніше я перечитував «Аеліту» Олексія Толстого.
- Моя вода

Текст пісні я дуже довго переробляв. Мелодика була готова за кілька хвилин, але слова не вкладалися в неї і довелося все краяти. Тому це ніби спільна робота моя і тієї ж Томи Приймак
- До тебе, мила

Оригінально цю пісню написав наш друг, який присвятив її своїй коханій і навіть записав її. Напередодні дня народження цього друга мені до рук якраз потрапив цей любительський запис, я його розучив і на святі виконав для нього. Друг був вражений і дав добро на запис пісні всією групою і так вона увійшла в альбом.
- Полум'я

Мелодика пісні народилася під час зйомок кліпу на «8-й колір». Коли відпочивав оператор я сидів з гітарою і щось награвав. Мелодію підхопив барабанщик і таким чином народилося ця пісня.
- Дівчинку убив я

Це відголос тієї музики, яку Мотор'ролла грала на своїх початках, такий собі панк-рок. Вона створена дуже давно і російською мовою. Кілька років тому я її переклав і вона мала увійти ще в попередній альбом, але тоді для неї там не залишилося місця. Але щоб «Дівчинка» не пропала, ми постановили її вклеїти в «Кольорові сни», як пам'ять про нашу рок-н-рольну молодість.
- Давай я навчу тебе поганому

Назва цієї пісні оригінально звучала як «Недоказаний міф». Ми її і тепер так між собою називаємо. Мені текст сподобався з першого ж прочитання. А вже пізніше я дізнався, що його написано було Томою Приймак спеціально про мене.
- Травень

Ще одна ностальгічна і колективна пісня гурту, яка мала увійти ще у наш другий альбом. Ми її виконували на концертах ще від 1998-го року. Але через пертрубації у групі все якось до неї не доходили руки, хоча на виступах вона постійно звучала. Тому, щоб віддати належне «Травневі», ми його перезаписали і вже у новому звучанні він опинився на нашому четвертому альбомі.
- Струм

Ця пісня повністю називається «Вдарить електричний струм». Це ще один автобіографічний текст для мене. Це одна з наших найновіших пісень і можна припустити, що саме в такому напрямку ми будемо розвиватися далі.
- Додому не йшов

Ще один кавер. Оригінал цієї пісні виконувала хмельницька команда «Страшний головний біль», яка зараз майже не існує, і в ній йдеться про молодшого брата лідера цієї групи. Мені ця композиція завжди дуже подобалася, і коли я недавно зустрівся з їх фронтменом, то отримав від нього дозвіл на виконання цієї композиції.
- Пригадай (Новорічна)

Це наша новорічна пісня. З одного боку ніби кон'юнктура, бо треба мати в репертуарі новорічну композицію, а з іншого — ми хотіли її зробити без усіляких ялинково-серпантинових символів, які вже застрягли в зубах. Це такий british стиль, який передає настрій свята. Іншими словами, так би ми звучали, якби народилися всією групою десь у Манчестері. Це справжня новорічна рок-пісня.
- Нумотіомани

Глибока пісня, яка вимагає досконалої вимови. Мені було складно її виспівувати і на це пішло доволі багато часу. Це навіть не зовсім пісня, це швидше співана поезія. Ми в групі довго сперечалися, чи взагалі її варто робити. І навіть коли пісня була готова, то душа не лежала до неї чомусь. Аж після кількох живих виконань і бурхливої реакції публіки ми постановили її дати на диск.
- Я не бачу кольорових снів

Пісня, яка дала поштовх назві альбому. Оригінал тексту був написаний мною російською мовою ще десять років тому. Це гостро соціальний текст, який ми витягнули на світло, переклали і нам здається, що вона актуальність не втратила. Заспівана вона з Сашком Положинським з гурту Тартак і декому навіть здається, що це його авторство.

## Учасники запису
У записі альбому брали участь:
| - Сергій «Сєня» Присяжний — вокал, гітара - Ігор Леонідович Лисий — бас-гітара - Олег Бурбела — гітара - Олександр Кирилюк — барабани, беквокал - Роман Фурманчук — клавішні - Олександр Положинський з Тартак — вокал (трек 12) - Валентина Степова — вокал (трек 15) - Ярослав Вільчик — барабани (треки 5, 8, 9, 10, 12 та 16) - Антон Бєлко — бас-гітара (треки 5, 8, 9, 10 та 12) - Klooch — аранжування (треки 4 та 7) | - Ярослав Вільчик — звукорежисер (треки 5, 8, 9, 12 та 16) - Віктор Странник — звукорежисер (треки 1, 2, 3, 6, 11, 13, 14 та 15) - Ед Краутнер — звукорежисер (треки 4 та 7) - Геннадій Працевич — фото - Антон Булах — дизайн - Денис Гріцфельдт — дизайн |